# 金耳石斛
金耳石斛（学名：Dendrobium hookerianum）为兰科石斛属下的一个种。

## 扩展阅读
- 維基物種上的相關：金耳石斛